# Nineties
Nineties (engelska: "90-tal", här syftande på 1990-talet) är ett svenskt TV-program från 2013, och en spinoff-variant på de tidigare Sixties, Seventies och Eighties. Serien sänds i SVT, och behandlar 1990-talets populärmusik.

## Avsnitt
- 1990 (24 maj 2013) Tema: Tyska Eurotechnoscenen
- 1991 (31 maj 2013) Tema: Nirvanas "Nevermind" och Primal Screams "Screamadelica"
- 1992 (7 juni 2013) Tema: Hiphop på båda sidorna av Atlanten
- 1993 (14 juni 2013) Tema: Svensk indie och hiphop
- 1994 (28 juni 2013) Tema: Britpop med Blur och Oasis
- 1995 (5 juli 2013) Tema: Brittisk dansmusik
- 1996 (12 juli 2013) Tema: Girl Power! och The Score
- 1997 (19 juli 2013) Tema: Backstreet Boys, Max Martin samt Garbage
- 1998 (26 juli 2013) Tema: Fat Boy Slim och Air
- 1999 (2 augusti 2013) Tema: Lenny Kravitz och musikvideons årtionde

### Fotnoter
1. ↑  ”SVT tar en titt på 90-talets musik”. Göteborgsposten. 24 maj 2013. Arkiverad från originalet den 5 mars 2016. https://web.archive.org/web/20160305071816/https://www.gp.se/kulturnoje/1.1688453-svt-tar-en-titt-pa-90-talets-musik. Läst 8 november 2015.